# 麥克·威特
麥可·艾特瓦特·威特（英語：Michael Atwater Witt，1960年7月20日—），為美國職棒大聯盟的投手，活躍於1980年代和1990年代初。他曾在1984年投出大聯盟史上第11場的完全比賽。

## 職業生涯
1981年，年僅20歲的威特便登上大聯盟。他的身高高達6呎7吋(約201公分)，並搭配他的快速球與曲球，很快便在大聯盟站穩腳步。1984年，他投出15勝11敗。同年7月23日，他面對水手隊單場送出16次三振完投勝。不過這還不是他在這年表現最好的一場比賽。9月30日，當時是大聯盟球季的最後一天，威特僅用了94球，便送出10次三振，還投出大聯盟史上第11場完全比賽。這場比賽也是大聯盟第五場在球季最後一天出現的無安打比賽。
1984年至1987年間，威特的勝投、三振、投球局數和完投數都是天使隊第一。其中他在1986年迎來生涯年，單季拿下18勝，防禦率僅2.84，這也讓他在賽揚獎拿下第三名。雖然天使隊闖進季後賽，但只差一顆好球就能打進隊史首次世界大賽。
1987年季中，威特的表現突然下滑。三振功力也不如以往，不過他還是在1990年和馬克·朗斯頓一同投出聯手無安打比賽。 1990年5月11日，天使隊將他交易到洋基，換來戴夫·溫菲爾德。來到洋基隊的威特依舊沒有回春跡象，他平均一年拿不到5勝，最後在1993年黯然退休。

## 生涯投球數據
| 勝投 | 敗投 | 防禦率 | 出賽場次 | 先發 | 完投 | 完封 | 投球局數 | 安打 | 失分 | 自責分 | 全壘打 | 保送 | 三振 | 暴投 | 觸身球 |
| ---- | ---- | ------ | -------- | ---- | ---- | ---- | -------- | ---- | ---- | ------ | ------ | ---- | ---- | ---- | ------ |
| 117  | 116  | 3.83   | 341      | 299  | 72   | 11   | 2108.1   | 2066 | 1012 | 898    | 183    | 713  | 1373 | 73   | 55     |

## 外部連結
- 球員資訊和成績在MLB，ESPN，Baseball-Reference，Fangraphs（英文）
- 麥克·威特在台灣棒球維基館上的頁面（繁體中文）

| 前任： 藍·巴克 | 投出完全比賽的投手 1984年9月30日 | 繼任： 湯姆·布朗寧 |